# Кубок Азербайджана по футболу 2019/2020
Кубок Азербайджана по футболу 2019/2020 (азерб. Azərbaycan Milli Futbol Kuboku 2019/2020) — 28-й розыгрыш ежегодного национального кубка.
Турнир стартовал четырьмя матчами первого раунда 3—4 декабря 2019 года, в которых представители Премьер-лиги оказались сильнее своих соперников из Первого дивизиона. Трудности испытала лишь «Кешля», после первого тайма оставшаяся в меньшинстве при счёте 1:1, но и в этой ситуации сумела одолеть противника во второй половине поединка, забив два мяча.
В первых матчах четвертьфинала были зафиксированы разгромная победа «Габалы» над «Сабахом», безголевая ничья «Сабаила» и «Зиря», а «Сумгаит» и «Карабаха» одержали минимальные победы над «Нефтчи» и «Кешля» соответственно. В ответных встречах «Зиря» лишь в дополнительное время сумела сломить сопротивление «Сабаила», «Габала» одержала победу и в гостевом матче, хотя и пропустив на этот раз два гола, «Сумгаит» (клуб с самым маленьким бюджетом в азербайджанской Премьер-лиге на то время) сумел во второй раз подряд выбить «Нефтчи» из кубка (0:0 в ответной игре), а «Карабах» уверенно переиграл ослабленную потерями «Кешля». Полуфиналы турнира, в которых должны были сойтись «Зиря» с «Габалой», а также «Зиря» с «Карабахом», были намечены на апрель 2020 года, но из-за распространения COVID-19 в Азербайджане отложены на неопределённый срок.
18 июня 2020 года было объявлено о том, что данный розыгрыш Кубка Азербайджана не будет завершён из-за пандемии COVID-19 в стране.

## Первый раунд
| 3 декабря 2019    | Кешля (1)                                                                          | 3:1     | (1) Сабаил                        | Баку                                                 |
| 15:00 AZT (UTC+4) | Флоес 21' 45+2' · Амирджанов 25′ · Гулиев 49' · Меса 66' · Хазар Махмудов 56′, 87′ | (отчёт) | Elvin Nasibov 10' · Мамедов 45+3′ | Стадион: Шафа Зрителей: 100 Судья: Рауф Аллахвердиев |

| 4 декабря 2019    | Зиря (1)                                                                    | 4:0     | (2) Карадаг                                                             | Зиря                                                                      |
| 14:00 AZT (UTC+4) | Мамедов 45′ (пен.) · М.Ильясов 55′ 90+3' · И.Асланлы 65' 79′ · Родригес 69′ | (отчёт) | Ф.Мовсумов 45+2' · С.Зейналов 50' · Т.Маммарзаев 56' · Т.Ганларов 90+4' | Стадион: Олимпийский спорткомплекс Зиря Зрителей: 100 Судья: Раад Ахмедов |

| 4 декабря 2019    | Сабах (1)                                                                  | 5:0     | (2) Ахсу                                         | Мазасыр                                                  |
| 15:00 AZT (UTC+4) | У.Диалло 29′ (пен.) · Мирзабеков 61′ · А.Агджабеков 70′ · Рохас 82′, 90+3′ | (отчёт) | В.Ибрагимов 23' · Ш.Гасанов 29' · Д.Махмудов 30' | Стадион: Алинджа Арена Зрителей: 30 Судья: Фарид Гаджиев |

| 4 декабря 2019    | Сумгаит (1)             | 2:0     | (2) Загатала                                                          | Сумгаит                                                           |
| 17:00 AZT (UTC+4) | Садыхов 19′ · Агаев 70′ | (отчёт) | К.Муслимов 19' · И.Гадирзаде 56' · А.Шемонаев 90+1' · Р.Шабанов 90+1' | Стадион: Капитал Банк Арена Зрителей: 450 Судья: Ниджат Исмайилли |

## 1/4 финала
| 15 декабря 2019   | Габала (1)                                                               | 3:0     | (1) Сабах                                                   | Габала                                                                      |
| 15:00 AZT (UTC+4) | Клезиу 19′, 43′ · Г.Алиев 30' · Волкови 57' · У.Искендеров 87′ 89' 90+3' | (отчёт) | У.Диалло 16' · А.Дьялло 45+1' · К.Диниев 57' · Д.Диниев 75' | Стадион: Габалинский городской стадион Зрителей: 400 Судья: Ингилаб Мамедов |

| 19 декабря 2019   | Сабах (1)                                                           | 2:3 (2:6 по сумме двух матчей) | (1) Габала                                                   | Масазыр                                                 |
| 18:00 AZT (UTC+4) | Ш.Сейидов 38' · Халилзаде 60' · Мустафазаде 62′, 76′ · Диниев 90+2' | (отчёт)                        | Волкови 22′, 23′ · Клезиу 64′ · Р.Мурадов 67' · Ю.Набиев 76' | Стадион: Алинджа Арена Зрителей: 700 Судья: Алияр Агаев |

| 15 декабря 2019   | Сабаил (1) | 0:0     | (1) Зиря   | Баку                                                   |
| 17:00 AZT (UTC+4) |            | (отчёт) | Бакрач 68' | Стадион: Баил Арена Зрителей: 300 Судья: Камаль Умудлу |

| 19 декабря 2019   | Зиря (1) | 1:0 (доп. вр.) (1:0 по сумме двух матчей) | (1) Сабаил                       | Зиря                                                                       |
| 15:00 AZT (UTC+4) | Кгасване 68' · Джамалов 84' · Д.Гусейнов 89' · Гадзе 89' · Мамедов 90+3' · Родригес 105+1′ · О.Садыглы 120+3' | (отчёт)                                   | Амиркулиев 90+2' · Нагиев 120+3' | Стадион: Олимпийский спорткомплекс Зиря Зрителей: 500 Судья: Рахим Гасанов |

| 16 декабря 2019   | Нефтчи (1)                              | 0:1     | (1) Сумгаит                             | Баку                                                       |
| 18:00 AZT (UTC+4) | М.Кане 25' · Дарио 52' · Кривоцюк 90+2' | (отчёт) | Бабаеи 35' · Садыхов 48′ · Дженетов 87' | Стадион: Баксель Арена Зрителей: 550 Судья: Эльджин Масиев |

| 20 декабря 2019   | Сумгаит (1)        | 0:0 (1:0 по сумме двух матчей) | (1) Нефтчи                                             | Сумгаит                                                            |
| 17:00 AZT (UTC+4) | Э.Джафаркулиев 69' | (отчёт)                        | Булудов 21' · Махмудов 75' · Дабо 82' · Мустивар 90+4' | Стадион: Капитал Банк Арена Зрителей: 1 500 Судья: Ряван Хамзазаде |

| 16 декабря 2019   | Карабах (1)         | 1:0     | (1) Кешля   | Баку                                                                                         |
| 20:00 AZT (UTC+4) | И.Ибрагимли 53′ 77' | (отчёт) | Садыхов 82' | Стадион: Республиканский стадион имени Тофика Бахрамова Зрителей: 500 Судья: Сабухи Байрамов |

| 20 декабря 2019   | Кешля (1)                                                  | 1:3 (1:4 по сумме двух матчей) | (1) Карабах                                                            | Баку                                                      |
| 20:00 AZT (UTC+4) | Т.Байрамлы 25' · Искендерли 45+2' · Хазар Махмудов 59' 67′ | (отчёт)                        | Медведев 19' · Эмрели 20′ · Ромеро 40′ · Аилтон 78' · Т.Байрамов 90+2′ | Стадион: Баил Арена Зрителей: 1 000 Судья: Рауф Джаббаров |

## 1/2 финала
| Габала (1) | отменён | (1) Зиря |
| ---------- | ------- | -------- |
|            |         |          |

| Зиря (1) | отменён | (1) Габала |
| -------- | ------- | ---------- |
|          |         |            |

| Сумгаит (1) | отменён | (1) Карабах |
| ----------- | ------- | ----------- |
|             |         |             |

| Карабах (1) | отменён | (1) Сумгаит |
| ----------- | ------- | ----------- |
|             |         |             |

## Финал
|  | отменён |  |
|  | ------- |  |
|  |         |  |